# Loratadine
Loratadine is een medicijn tegen hooikoorts en andere allergieën waarbij de ogen en neus ontstoken raken, bij netelroos en bij jeuk. Histamine is de belangrijkste veroorzaker van de klachten bij een allergie. Loratadine blokkeert de werking van histamine, waardoor de klachten afnemen. Loratadine is generiek verkrijgbaar en onder de merknamen Allerfre en Claritine. In Nederland is het vrij verkrijgbaar zonder recept bij alle medicijnuitgiftepunten. De dosering is 1x daags 1 tablet bij voortdurende klachten. Kinderen vanaf 2 jaar krijgen een aangepaste dosering in een vloeibare vorm. Met name in het begin van een behandeling kunnen sufheid, slaperigheid en vermoeidheid optreden. Over het algemeen nemen deze klachten binnen een paar dagen af.
De stof is opgenomen in de lijst van essentiële geneesmiddelen van de WHO.

## Kinetische gegevens
De resorptie is snel  en bijna volledig, de maximale spiegel wordt bereikt na 1,5 uur. Loratadine passeert moeilijk de bloed-hersenbarrière.  Het wordt in de lever door CYP3A4 omgezet in het actieve desloratadine. De halveringstijd voor loratadine is 8 uur, voor desloratadine 27 uur.